# Artists United for Nature
Artists United for Nature war ein Benefiz-Projekt, das von dem Musikproduzenten Curtis Briggs initiiert wurde. Mit der im November 1989 veröffentlichten Single Yes We Can wurde Geld für den Erhalt des tropischen Regenwaldes gesammelt. Das Lied wurde von Harold Faltermeyer und Chris Thompson (Manfred Mann’s Earth Band) geschrieben, die zusammen mit Curtis Briggs gleichzeitig auch als Produzenten fungierten.

## Besetzung
Die Besetzung setzte sich zusammen aus Ian Anderson (Jethro Tull), Carol Decker (T’Pau), Herbie Hancock, Stevie Lange, Maggie Reilly, Chris Thompson, Stefan Zauner (Münchner Freiheit), Sandra, Richard Page (Mr. Mister), Chaka Khan, Harold Faltermeyer, Joe Cocker, Tommy Johnson, Brian May (Queen), Jennifer Rush und Michael McDonald.

## Veröffentlichung
Die Single wurde von Virgin Records als 7’’, 12’’ und als Maxi-CD veröffentlicht. Insgesamt gab es vier verschiedene Versionen, die sich nur durch den Gesang und die Verwendung von Naturgeräuschen unterschieden. Zudem wurde ein Video dazu gedreht.

## Charts
Yes We Can blieb die einzige Single des Projekts. Sie wurde 1992 unter dem Titel Earthrise – The Rainforest Single wiederveröffentlicht.
| Jahr | Titel Album | Höchstplatzierung, Gesamtwochen, AuszeichnungChartplatzierungen (Jahr, Titel, Album, Platzierungen, Wochen, Auszeichnungen, Anmerkungen) | Höchstplatzierung, Gesamtwochen, AuszeichnungChartplatzierungen (Jahr, Titel, Album, Platzierungen, Wochen, Auszeichnungen, Anmerkungen) | Höchstplatzierung, Gesamtwochen, AuszeichnungChartplatzierungen (Jahr, Titel, Album, Platzierungen, Wochen, Auszeichnungen, Anmerkungen) | Höchstplatzierung, Gesamtwochen, AuszeichnungChartplatzierungen (Jahr, Titel, Album, Platzierungen, Wochen, Auszeichnungen, Anmerkungen) | Höchstplatzierung, Gesamtwochen, AuszeichnungChartplatzierungen (Jahr, Titel, Album, Platzierungen, Wochen, Auszeichnungen, Anmerkungen) | Anmerkungen |
| Jahr | Titel Album | DE | AT | CH | UK | US | Anmerkungen |
| ---- | ----------- | --- | --- | --- | --- | --- | ----------- |
| 1989 | Yes We Can  | DE15 (14 Wo.)DE | AT27 (1 Wo.)AT | CH4 (14 Wo.)CH | — | — |             |